# Jenny Berthelius
Jenny Elisabet Berthelius, ogift Tellberg, född  29 september 1923 i Jakobs församling i Stockholm, död 8 juni 2019 i Limhamn, var en svensk författare och översättare. Hon skrev både barnböcker och thrillers. 
Jenny Berthelius växte upp i Helsingborg. Efter handelsgymnasium arbetade hon som sekreterare 1942–1957. Åren 1978–1982 studerade hon litteraturvetenskap vid Lunds universitet. Hon skrev först kåserier och översatte barnböcker. 1968 romandebuterade hon med Mördarens ansikte men hade redan tidigare publicerat deckarnoveller i Dagens Nyheter. Hennes problemlösare är kommissarie Sanger och författarinnan Vera Kruse. De tidigare romanerna är mer traditionella pusseldeckare, medan romanerna från 1972–1973 mer betonar de psykologiska aspekterna. Mord, lilla mamma utspelar sig i Helsingborg under beredskapstiden och kretsar kring nazistiska inslag bland befolkningen.
Berthelius var medlem av Skånska Deckarsällskapet, Skånes Författarsällskap och Danskt-Svenskt Författarsällskap. Hon belönades 1969 med Expressens litterära utmärkelse Sherlock-priset för boken Den heta sommaren. Hon var också en av författarna bakom pseudonymen Bo Lagevi.
Berthelius är begravd på Limhamns kyrkogård. Hon var mor till författaren och översättaren Marie Berthelius.